# Bellona (Schiff, 1760)
Die Bellona, auch HMS Bellona, war ein 74-Kanonen-Linienschiff (Zweidecker) 3. Ranges der gleichnamigen Klasse der britischen Marine, das von 1760 bis 1813 in Dienst stand.

## Geschichte

### Bau
Die spätere Bellona wurde am 28. November 1757, zusammen mit ihren Schwesterschiffen Dragon und Superb bestellt und unter der Bauaufsicht des Schiffbaumeister John Lock in der Marinewerft in Chatham am 10. Mai 1758 auf Kiel gelegt. Der Stapellauf erfolgte am 19. Februar 1760 und die Indienststellung am 22. Februar 1760. Die Baukosten betrugen 43.391 Pfund, 11 Schilling und 4 Pence (siehe Pfund Sterling).

### Einsatzgeschichte
1761 steht das Schiff unter dem Kommando von Captain Robert Faulknor, der 1762 die Kent übernahm. Am 14. August 1761 kaperte die Mannschaft der Bellona in einem Einzelgefecht bei Vigo die französische Le Courageux (74 Kanonen), während ihr Begleitschiff Brillant (36 Kanonen) im Gefecht mit zwei Fregatten lag. Im Mai 1762 war sie als Teil des Geschwaders von Commodore Capt. Peter Davis unter dem Kommando von Capt. Charles Ellys im Einsatz in der „Basque Roads“. Im Februar 1763 hatte die Mannschaft abgemustert.
Ab Juni 1763 bis 1771 wurde die Bellona als Wachschiff in Portsmouth eingesetzt und unter Capt. John Elliot wieder in Dienst gestellt, allerdings erst im April 1764 entsprechend als Wachschiff ausgerüstet. Im Jahr 1765 kommandierte die Bellona Capt. (?) Lord William Campbell, 1767, Capt. Michael Everitt, 1770 Capt. John Montagu, ab November 1770 kommandierte Capt. Edward Vernon. Die Bellona war immer noch Wachschiff, bis die Mannschaft im Mai 1771 abmusterte. Zwischen Oktober 1778 und April 1780 unterzog sich die Bellona in Portsmouth großen Reparaturen, ihr Unterwasserschiff wurde mit Kupferplatten beschlagen und sie wurde neu ausgerüstet. Gesamtkosten: 30.873 Pfund, 2 Schilling, 3 Pence.
Im Februar 1780 erfolgte die Wiederindienststellung unter Capt. Richard Onslow und ein neuer Einsatz in Gearys Flotte. Die Bellona nahm am 30. Dezember 1780 mit Unterstützung der Marlborough (74 Kanonen) im Englischen Kanal das niederländische 54-Kanonen-Schiff Prinses Carolina die danach als Princess Caroline (44 Kanonen) im 5. Rang in die Flotte eingegliedert wurde, als Prise. Bellona brach am 13. März 1781 zusammen mit Darbys Flotte nach Gibraltar auf, wo sie am 12. April 1781 ankam. Im April 1781 gehörte sie zu Garringtons Geschwader, kurz darauf im Mai 1781 zu Kempenfelts Geschwader. Im Sommer 1782 gehört sie zu Howes Flotte, bis sie im September/Oktober 1782 nach Gibraltar zurückkehrte. Von dort aus brach sie nach West-Indien auf, wo sie zusammen mit Hughess Geschwader am 8. Dezember 1783 ankam und bis zu ihrer Rückreise nach England blieb. In England kam sie im Juni 1784 (?) an und die Mannschaft musterte ab.
Zwischen Oktober 1785 und 1786 musste sich die Bellona in Portsmouth für 15.982 Pfund, 4 Shilling, 3 Pence kleineren Reparaturen unterziehen. Erst im Oktober 1787 erfolgte die Wiederindienststellung unter Capt. George Bowyer, bis die Mannschaft erneut im Dezember 1787 abmusterte.
Mehr als ein Jahr später, im Februar 1789, erfolgte die Wiederindienststellung unter Capt. Francis Hartwell und erneut ein Einsatz als Wachschiff in Portsmouth. Zu diesem Zweck wurde sie im Juli 1789 ausgerüstet. Nach mehr als zwei Jahren, im September 1791 konnte die Mannschaft wieder abmustern.
Es folgten von Dezember 1791 bis September 1793 erforderliche Reparaturen und Ausrüstungsarbeiten für den Hochseeeinsatz in Chatham im Gesamtwert von 27.836 Pfund. Schon im März 1793 erfolgte die Wiederindienststellung unter Capt. George Wilson, der die Reparaturen begleitete und die Bellona bis 1799 kommandierte. Am 13. Oktober 1794 brach er mit der Bellona wieder nach West-Indien auf. In westindischen Gewässern kaperte die Bellona zusammen mit der Alarm (32 Kanonen) am 5. Januar 1795 die französische Le Duquesne (36 Kanonen) und die Le Duras (20 Kanonen), am 11. Mai 1795 den Freibeuter Schoner La Bellone. Nach einer Rückkehr nach England brach sie am 13. Februar 1796 nach den Leeward Inseln auf. Später schloss sich die Bellona Elphinstones Geschwader am Kap der Guten Hoffnung an und zwang dort am 17. August 1796 ein niederländisches Geschwader in der Saldanha Bay zur Aufgabe. Am 7. Januar 1797 nahm sie den 6 Kanonen Freibeuter La Légère vor Descada als Prise und zerstörte einen weiteren Freibeuter drei Tage später am 10. Januar 1797. Im Februar 1797 beteiligte sich die Bellona an der Einnahme von Trinidad. 1798 wurde sie wieder der Kanalflotte zugeteilt. Ab Februar 1799 übernahm Sir Thomas Thompson das Kommando und brach am 6. Mai 1799 ins Mittelmeer auf. Als Teil von Markhams Geschwader eroberte die Bellona am 18. Juni 1799 die französischen Schiffe La Junon (40 Kanonen), L’Alceste (36 Kanonen), La Courageuse (32 Kanonen), La Salamine (18 Kanonen) und L’Alerte (14 Kanonen). 1801 beteiligte sich die Bellona an der Expedition gegen Kopenhagen und nahm am 2. April an der Seeschlacht von Kopenhagen teil, wobei elf Mann getötet und 72 – einschließlich Capt. Thompson – verwundet wurden. Die Verwundung von Capt. Thomson war so schwer, dass vorübergehend Cmdr. George M’Kinley das Kommando übernehmen musste, bis er im April von Capt. Thomas Bertie abgelöst wurde. Unter diesem Kommandanten erfolgte im Juli 1801 ein Einsatz in irischen Gewässern, dann Blockade-Dienst vor Cadiz, hiernach erneut ein Einsatz in westindischen Gewässern, bis die Mannschaft im Juli 1802 abmusterte.
Von April bis August 1805 wurde die Bellona in Portsmouth für 27.613 Pfund neu ausgerüstet und ab Juli 1805 unter Capt. Chales Pater in Dienst gestellt. Es sollte ein Einsatz in Strachans Geschwader folgen, doch die Bellona musste bereits vor dem 3. November 1805 das Geschwader wieder verlassen um sich dem Geschwader im Februar 1806 unter dem neuen Kommando von Capt. John Erskine Douglas, der die Bellona bis 1811 kommandierte, wieder anzuschließen. Innerhalb Strachans Geschwader folgte die Teilnahme an der Verfolgung von Leissègues und Willaumez. Am 14. September 1806 beteiligte sich die Bellona an der Vernichtung des französischen Linienschiffs L’Impétueux (74 Kanonen) vor Cape Henry. 1807 folgte ein Interimskommando von Capt. John Bastard auf der Halifax Station, 1809 ein anderes Interimskommando von Capt. Stair Douglas und die Teilnahme an der Operation in der „Basque Roads“ sowie an der „Sheldt Operation“. Über die Wintermonate von Dezember 1809 bis März 1810 wurde die Bellona in Portsmouth für 14.933 Pfund neu ausgerüstet. Immer noch unter dem Kommando von Capt. J. E. Douglas, kaperte die Bellona am 18. Dezember 1810 in der Nordsee den Freibeuter Le Heros Du Nord (14 Kanonen).
Die Bellona stand 1812 bis 1813 unter dem Kommando von Capt. George M’Kinley, bis sie in Chatham 1813 außer Dienst gestellt und aufgelegt wurde.
Im September 1814 wurde die Bellona nach über 54 Jahren Dienst in der Royal Navy in Chatham abgewrackt.